# Ceratophrys calcarata
Ceratophrys calcarata е вид жаба от семейство Ceratophryidae. Видът не е застрашен от изчезване.

## Разпространение
Разпространен е във Венецуела и Колумбия.

## Описание
Продължителността им на живот е около 15,9 години. Популацията на вида е стабилна.